# Церковь Святой Марии Мелькийской
Церковь Св. Марии Мелькийской (исп. Iglesia de Santa María de Melque) — действующая католическая церковь  в Испании, построенная в VIII-X вв. на территории Аль-Андалус, захваченной арабами. Является одним из важнейших памятников мосарабского искусства и раннего Средневековья в Испании. Находится на окраине муниципалитета Сан-Мартин-де-Монтальбан в провинции Толедо. Недавно весь монастырский комплекс был отреставрирован. В настоящее время церковь, которая занимает центральную часть комплекса, и музей реставрации, расположенный в соседних помещениях, также отреставрированных, открыты для посещения. На хорошую сохранность данного памятника повлияла его отдалённость от крупных городов, т. к. многие средневековые церкви, расположенные в городах, были разрушены арабами. На данный момент сохранилось всего два церковных комплекса, построенные на территории Испании непосредственно под властью арабов (второй - скальный город Бобастро в Малаге).

## История

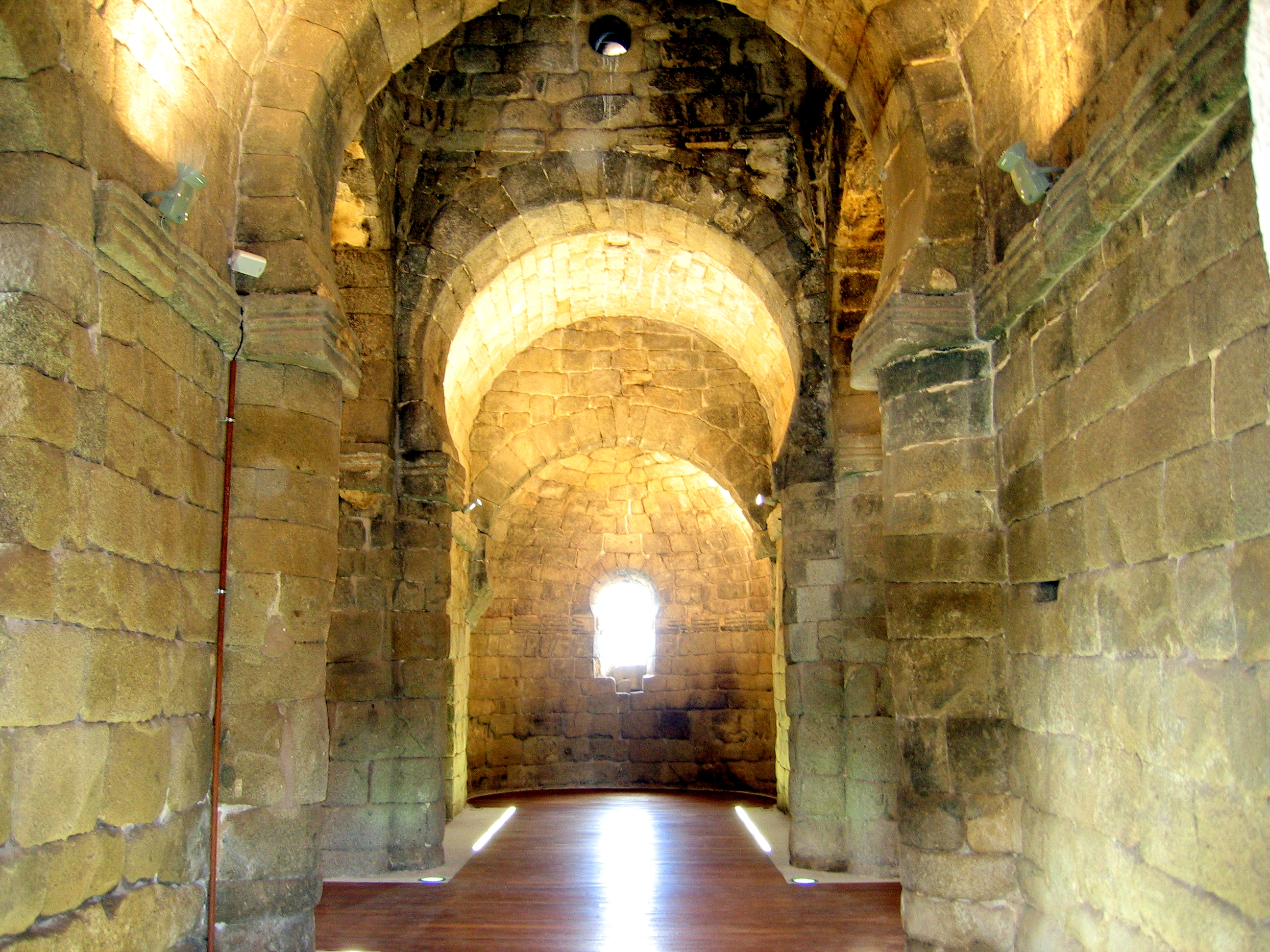
Внутренний вид.

Церковь Св. Марии Мелькийской была построена как монастырское сооружение в VII-VIII веках, в окрестностях столицы Королевства вестготов, города Толедо. Радиоуглеродный анализ дал вероятную дату постройки между 668 и 729 гг. Начало строительства совпадает с закатом королевства вестготов и, вероятно, было полностью остановлено прихода арабов на Пиренейский полуостров в 711 году.  Скорее всего, церковь была достроена позже и претерпела множество изменений.
Изначально на этой территории располагались римские поселения. Рядом было сооружено пять дамб через два ручья, которые окружали небольшой скалистый холм. Позднее был построен монастырь, состоящий из церкви и зданий, построенных вокруг неё.
Мусульманское завоевание Пиренейского полуострова не закончилось на этом монастырском центре. Есть более поздние свидетельства того, что Мозарабское общество выжило в этот период. Исчезло оно позднее. Строения монастыря использовались как центр города. Для укрепления церкви на её куполе соорудили башню, которая сохранилась и до нашего времени. Дождевая и проточная вода скапливалась благодаря дамбам, построенным с обеих сторон комплекса.
После завоевания Толедо в 1085 году королём Леона и Кастилии Альфо́нсо VI Храбрым, храм вернул себе церковную функцию, оставаясь при этом военным укреплением. Антропоморфические могилы, расположенные к востоку, и остатки построек являются свидетельствами этого исторического периода.

## Архитектура

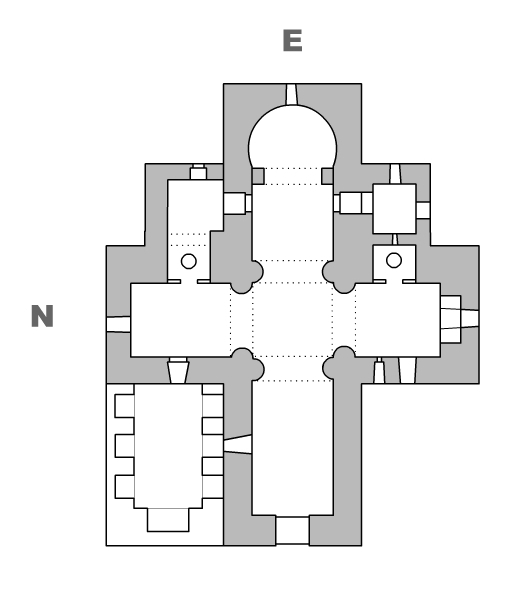
План церкви.

Церковь была возведена в VII-VIII веках. Она является памятником, который лучше всего сохранился со времен позднего испанского Средневековья. Техника строительства является прямым наследием архитектуры поздних римлян. Тем не менее, сохранившиеся остатки декоративных элементов (ажурная лепнина на поперечных арках средокрестия), которые ещё можно увидеть в южном крыле средокрестия, говорят нам о том, что изначально церковь могла служить мавзолеем, предназначенным для захоронения знатных людей из Толедского королевства Вестготов. Позже церковь дважды была реконструирована.
Рыцари тамплиеры превратили церковь в оборонительную башню наподобие римского турриса. Недавно эту башню сняли с основания купола. Она имела террасу с тремя просветами, которые были утрачены. Здание имеет крестовидную форму с центральной апсидой: две боковые апсиды были пристроены позднее. Это позволяет поддерживать в хорошем состоянии нефы, боковые часовни и зал для молитв с ярко выраженными арками в форме подковы. И, возможно, нишу в основании храма.
Пресвитерий очень большой, что соответствует монастырскому сооружению с полукруглыми арками по обе стороны. Также сохранилась мавританская башня над сводом. Она была выложена огромными блоками посредством сухой кладки, как, например, акведук в Сеговии.
Эта церковь имеет яркие черты вестготского архитектурного стиля с новыми решениями, которые применялись мосарабами, а также черты римского стиля:
• Вестготские черты: арка в форме подковы, которая поддерживает свод апсиды, представляющая собой 1/3 часть от полного круга. Конструкция, не подразумевающая какой-либо лепнины, согласно вестготской традиции. Аркосолий.
• Мосарабские черты: центральная арка в форме подковы представляет собой полукруг. Арки перед окнами имеют форму почти полного круга (2/3 от окружности).
• Новшества: закругление углов со стороны четырёх фасадов, вертикальная расщелина по обе стороны, создающая иллюзию псевдоколонны. Создается впечатление, что колонны расположены на углах световых куполов в романско-нормандском стиле. Такой приём ранее не использовали.
• Римский стиль: огромные гранитные блоки, лепнина, выполненная в римской стиле, площадь церкви сравнима с Мавзолеем Галлы Плацидии в Равенне, Италия.